# Wolfgang Sachs
Wolfgang Sachs (Monaco di Baviera, 25 novembre 1946) è un ambientalista e saggista tedesco, autore di libri tra cui ambiente e giustizia sociale. I limiti della globalizzazione.
È stato anche l'editore de il dizionario dello sviluppo.
Egli sostiene che ci sono tre strade per raggiungere lo sviluppo sostenibile, tre prospettive che sono collegate con delle crisi della sicurezza: la prospettiva per la casa, la prospettiva di un astronauta e la prospettiva endogena. 
Ha studiato sociologia e teologia cattolica a Monaco, Tubinga e Berkeley. Nel 1971 fece un master in sociologia, nel 1972 in teologia e nel 1975 un dottorato in scienze sociali.
Insegna al Wuppertal Institute in Germania. Si trova a capo di un progetto trasversale chiamato “'’globalizzazione e sostenibilità'’” al Wuppertal Institute. Wolfgang Sachs è conosciuto come uno dei tanti seguaci di Ivan Illich. I suoi lavori di critica sull'idea di sviluppo hanno influenzato il movimento ecologista. Sachs nel 2007 ha partecipato al progetto Stock Exchange of Visions. Nel 2009 ha partecipato, insieme a persone del calibro di Jeremy Rifkin e Lester Brown al documentario Terra Reloaded, realizzato da Beppe Grillo

## Esperienze lavorative
- 1975 – 1980 assistente professore all'Università tecnica di Berlino
- 1980 – 1984 ricercatore universitario, progetto “Energia e Società”, Università tecnica di Berlino
- 1984 – 1987 coeditore di “Development”, Società per lo sviluppo internazionale, Roma
- 1987 – 1990 visiting professor, scienze, tecnologia e società presso la Pennsylvania State University
- 1990 – 1993 docente universitario all'Istituto per Studi Culturali di Essen
- dal 1993 ricercatore universitario senior al Wuppertal Institute per il clima, l'ambiente e l'energia
- dal 1999 al 2001 collaboratore dell'IPCC (Intergovernamental Panel on Climate Change)

## Membro/Insegnante
- Docente onorario allo Schumacher college, Inghilterra
- Docente universitario al centro interuniversitario per lo sviluppo, Sapienza Università di Roma
- Membro attivo, Club di Roma
- Professore onorario all'Università di Kassel

## Libri in Italiano
- Scuola dell’obbligo e controllo sociale. Assisi: Cittadella, 1980
- Archeologia dello sviluppo. Nord-Sud dopo il tracollo dell’Est. Macro Edizioni, 1994
- Per un futuro equo. Conflitti sulle risorse e giustizia globale. Milano: Feltrinelli, 2007 (a cura di W.S. e T. Santarius)
- Commercio e Agricoltura. Dall’efficienza economica alla sostenibilità ambientale e sociale. Bologna: EMI, 2007 (a cura di W.S. e T.Santarius)
- Futuro sostenibile. Le riposte eco-sociali alle crisi in Europa. Milano: Edizioni Ambiente, 2011 (a cura di W.S. e M. Morosini)
- Dizionario dello sviluppo. Una guida per la conoscenza come potere. Terzo ristampa. Roma: Castelvecchi, 2022 [1998] (a cura di)
- Ambiente e giustizia sociale. I limiti della globalizzazione. Seconda ristampa. Roma: Castelvecchi, 2022 [2002]
- Economia della sufficienza. Appunti per resistere all’Antopocene. Roma: Castelvecchi, 2023

(Libri in Tedesco e Inglese veda sotto le rispettivi voci nel Wikipedia)